# قرش الشعاب الرمادي
قرش الشعاب الرمادي (الاسم العلمي Carcharhinus amblyrhynchos9)، نوع سمك من البنبكيات وجنس القرش الترابي. هو أحد أكثر أسماك القرش شيوعًا في منطقة المحيط الهادي الهندي. وجد في الشرق الأقصى مثل جزيرة الفصح وإلى أقصى الغرب مثل جنوب أفريقيا. غالبًا ما يُعثر على هذا النوع في المياه الضحلة بالقرب من الشعاب المرجانية.